# 釋海濤
釋海濤（1958年7月22日—），佛教僧侶，臺灣臺北人，生於高雄市，俗名黃榮享，法名海濤，另一法號智海。曾學習小乘、天台、藏密、台密、禪宗，專注於放生活動，有「放生和尚」的稱號。

## 生平
海濤法師的父親是臺北人，經營拆船生意，海濤法師在家中排行第三。因為其父親的生意，海濤法師在高雄出生，在台北長大，中學就讀建國中學，並接觸基督教，加入長老教會。大學就讀中國文化大學觀光系。義務役退伍後，在1986年結婚，生有一子，黃一倫。經營旅行社生意，後來對道教也產生興趣。
1991年，有緣到台北慧日講堂，有感於佛法博大精深的人生哲理， 於法振老和尚座下皈依，後因崇仰人間佛教而發心修行，成為佛門居士， 1992年，於楠梓慈雲寺受在家菩薩戒（了中長老為得戒和尚）。1993年6月於新竹福嚴精舍依止如虛長老剃髮出家，由其師公真華長老親自代刀，1995年，於高雄市六龜區妙通寺，在戒德長老座下受具足戒，1997年，常遊學於南傳佛教國家，學習上座部佛教。2002年，至香港觀宗寺，由覺光長老傳授法華經，成為天台宗四十七代弟子。2003年，學習藏密噶舉派，以大寶法王為根本上師。2005年3月，海濤法師拜入中國寧波慧日寺悟道禪師門下，成為禪門楊岐宗弟子，受法號「智海」。2009年，受日本佛教台密灌頂，成為第53代的傳法阿闍黎 ，同年接任基隆法王寺住持，2010年接任恆春五公寺住持，2011年接任基隆法嚴寺住持 。

## 弘法志業
- 社團法人中華慈悲僧伽會

成立於2021年7月30日，海濤法師其眾弟子們因應海濤法師與生命電視分割而成立慈悲僧伽會 （页面存档备份，存于）。以維持慈悲僧伽為宗旨，以舉辦各種佛教儀軌活動、心靈講座，藉以僧伽推展大乘慈悲之理念，透過各類活動與大眾各界交流，促進社會祥和，達到世界和平為目的。
- 社團法人中華台中五方佛協會

成立於2021年，位於臺中市北區崇德路一段631號3樓之1，海濤法師之中部出家、家中二眾弟子們因應海濤法師與生命電視分割而成立中華台中五方佛協會；非另一佛教團體藏密白玉佛學會台中五方佛分會。本會為依法設立、非以營利為目的之公益性社會團體，以幫助弱勢族群為宗旨。
- 中華印經協會

成立於2001年，大量倡印各類佛教經典、佛教書刊、佛教漫畫，並錄製影音光碟等多媒體產品與大眾免費結緣。
- 中華護生協會

成立於2002年，以倡導、救護一切眾生為宗旨。亦成立了台灣30處；海外5處護生教育園區，專門收容不宜野放之動物，安養天年。
- 台灣救狗協會

原本是以收容棄養之流浪狗為救護對象，使其免遭撲殺，進而成立7所專門照顧流浪狗的養護園區。除被領養外，現園區尚護養近3千多隻流浪狗。
- 台灣燃燈功德會

功德會主要以推廣點燈、供燈，發善願，與社福方面，對於社會弱勢給予幫助。在國內各地成立隨緣素食餐廳免費供應社會大眾素食。
- 中華國際施食協會[9][10][11]

## 爭議

### 放生爭議
海濤法師時常於各大水域、山區舉辦放生活動，但是信眾往往不分物種與自然生態，而隨意大量放生，造成生態環境遭破壞、動物適應不良以及增加動物買賣形成產業鏈。商人在捕捉及販賣動物給信徒的時候，以及信徒在放生過程中，部分因沒有詳細評估個體運送耐受性以及環境適應等問題，造成動物大量死亡、破壞生態平衡或雜交下導致另一生態浩劫，引發爭議。例如2005年海濤法師空運五百隻「放生鳥」到印尼亞齊省，還沒被放生就已有三百多隻鳥死亡。
2012年，海濤法師旗下信徒在宜蘭縣員山鄉雙連埤放生70多隻眼鏡蛇，而遭到民眾和動保團體的批評。
2015年，其信眾在曾文水庫湖濱公園放生1400公斤魚苗，野鳥協會成員認為這些人工養殖的魚苗不適合在水庫放生，勸阻無效，在當場有大量魚苗翻肚死亡。曾文水庫管理局認為此舉可能造成水庫水質惡化，依《水利法》裁處罰鍰，成為首例因放生受罰的團體。
2015年到英國弘法，有2位當地的信徒特地買了600多隻的螃蟹和龍蝦到英倫海峽放生，當地政府認為這些外來種影響環境生態，法院判決信徒要付出將近1.5萬英鎊，折合台幣約61萬的罰單。

### 做法爭議
2016年6月12日海濤法師帶領團體在高雄寿山焚烧大量金纸，当时浓烟密布、火光高窜，附近鄰居乍看之下都以为火烧山，實際上寿山自然公园禁止焚烧任何东西，遭开罚新臺幣3000元。

### 外遇觀點爭議
2016年，海濤法師向女信眾開示關於外遇的問題，他稱回家打開房門，看到老公跟別的女人在睡覺，要趕快把門關上，告訴自己「假的」、「哎呀！我的眼睛業障重啊」。此舉例引起網友討論，「眼睛業障重」也成為網路上流行話語。

### 形象观点争议
2016年7月31日，繼上一次眼睛業障重之後。海濤法師又一个弘法影片再度引起討論，海濤法師在影片中表態，「要穿得讓你知道我腿比較長，下輩子你就做長頸鹿！」、「穿高跟鞋走路好看，你就做馬吧，穿一輩子」、「喜歡眼睛大一點，就做貓頭鷹吧」，最後一句更成為經典「我喜歡胸部大一點，男人都看我，很好！你就做乳牛吧，你就生不完吧」。
最後他也強調，「我不是開玩笑，這是真的！佛經都有說，執著什麼變什麼」應該要放下我執，不要想著太凸顯自己。

### 護生園汙染爭議
由海濤法師所設立、位於嘉義縣大林鎮的梅山護生園，在2017年3月被《鏡週刊》爆料沒有登記證、沒有獸醫、牲畜多病、動物死屍隨意棄置，且出示環境髒亂不堪的現場照片；而園方則聲稱有「積極整理環境」，否認周刊爆料內容。3月13日嘉義縣家畜疾病防治所前往護生園稽查，勒令園方限期改善環境。

### 退出集團爭議
2020年起，海濤法師因聽信通靈、隨意調度公款（信眾捐款）贈與通靈人士，進而導致集團內部產生分歧，爆發多起官司爭訟，至今仍未止息。
2021年5月起，海濤法師錄影宣布退出集團改為獨立弘法，放棄10億新台幣的集團資產。實為退居幕後操控其手下弟子對吳秀慧提告，曾對弟子開示說，佛祖原本是王子，後來出家，連國家都可以不要了，對於這些錢他也可以不要，宣布退休，提到自己獨立弘法，其他的都與他無關，因為自己以前被拱得像皇帝一樣，現在這樣等於是找到新的自己，他已全然放下。
然而實際卻不斷提告，私下曾傳送語音訊息表示將集團職位交給吳管理，實則騙其撤告後再行提告，發動弟子發起會議惡意開除吳等人理監事職務。出爾反爾行徑令佛教界人士紛紛詫異。訴訟期間更曾假意提出和解，進而爆出城仲模代表海濤方出席。期間人士亦對吳等人表示「黨政軍特」關係良好，意圖令人費解。

## 現任職務
- 嘉義慈悲協會精神導師
- 社團法人中華慈悲僧伽會導師
- 社團法人中華台中五方佛協會導師
- 中華印經協會理事長
- 中華護生協會理事長
- 懷海教育基金會董事長
- 台灣救狗協會理事長
- 慈悲心出版社發行人
- 馬來西亞海濤生命基金會董事長
- 美國海濤生命基金會董事長
- 台灣燃燈功德會理事長
- 中華國際施食協會理事長
- 海濤慈悲基金會董事長
- 慈悲佛學院院長
- 苗栗弘法禪院住持
- 基隆法王寺住持
- 屏東恆春五公寺住持
- 板橋悲願講堂住持
- 台中五方講堂住持
- 高雄慈悲道場住持
- 國際供佛齋僧大會副主席
- 世界佛教僧伽會弘法委員會委員
- 佛教僧伽醫護基金會名譽董事兼生命關懷委員會主任委員（曾任第六屆副董事長）
- 校園佈教師、多所監獄、看守所榮譽教誨師